# Callistochiton pachylasmae
Callistochiton pachylasmae is een keverslakkensoort uit de familie van de Callistoplacidae. De wetenschappelijke naam van de soort is voor het eerst geldig gepubliceerd in 1879 door Seguenza MS, di Monterosato.